# Chiesa cattolica a San Marino
La Chiesa cattolica nella Repubblica di San Marino è parte della Chiesa cattolica, sotto la guida spirituale del Papa e della Santa Sede.

## Storia
Il territorio di San Marino, formato allora da nove parrocchie, era fino al 1977 diviso tra la diocesi di Montefeltro (dal IX secolo), con sede a Pennabilli dal Cinquecento, a cui appartenevano le sette parrocchie del territorio più antico dello Stato, e i cui vescovi avevano anche esercitato poteri feudali sul territorio stesso (XI-XIV secolo) contribuendo indirettamente alla formazione dello Stato, e quella di Rimini a cui facevano capo le rimanenti due; papa Paolo VI riunì tutto il territorio della Repubblica sotto la ridenominata diocesi di San Marino-Montefeltro, suffraganea dell'arcidiocesi di Ravenna-Cervia, che mantenne la sede a Pennabilli.
Il 29 agosto 1982 San Marino è stato visitato da papa Giovanni Paolo II: accolto dai capitani reggenti Giuseppe Maiani e Marino Venturini durante la visita pastorale a San Marino e a Rimini, ha celebrato una messa allo Stadio Olimpico di Serravalle.
Il 19 giugno 2011 San Marino è stato visitato da papa Benedetto XVI: accolto dai capitani reggenti Maria Luisa Berti e Filippo Tamagnini e dal vescovo Luigi Negri, ha celebrato la santa messa allo Stadio Olimpico di Serravalle.

## Situazione
La religione cattolica è largamente predominante nella Repubblica.
La diocesi di San Marino-Montefeltro è parte integrante della Chiesa cattolica in Italia.
Nel territorio di San Marino sono presenti 12 parrocchie riunite in 1 vicariato foraneo che ha sede a Serravalle.
La sede vescovile è presso la cattedrale di San Leone a Pennabilli, in territorio italiano, mentre all'interno del territorio sammarinese, dove non esiste una chiesa elevata al rango di cattedrale, il principale luogo di culto è la basilica di San Marino.
A Borgo Maggiore è attiva una comunità della Chiesa greco-cattolica ucraina appartenente all'esarcato apostolico d'Italia.

## Nunziatura apostolica
Santa Sede e Repubblica di San Marino intrattengono rapporti diplomatici dall'aprile 1926. Non c'è nunzio apostolico residente: dal 1995 svolge questa funzione il nunzio in Italia.
L'attuale nunzio apostolico è Petar Rajič, arcivescovo titolare di Sarsenterum, nominato da papa Francesco l'11 marzo 2024.

### Nunzi apostolici
- Pier Luigi Celata (7 maggio 1988 - 6 febbraio 1995 nominato nunzio apostolico in Turchia)
- Francesco Colasuonno † (22 aprile 1995 - 21 febbraio 1998 dimesso)
- Andrea Cordero Lanza di Montezemolo † (7 marzo 1998 - 17 aprile 2001 ritirato)
- Paolo Romeo (17 aprile 2001 - 19 dicembre 2006 nominato arcivescovo di Palermo)
- Giuseppe Bertello (11 gennaio 2007 - 1º ottobre 2011 nominato presidente del Governatorato dello Stato della Città del Vaticano)
- Adriano Bernardini (15 novembre 2011 - 12 settembre 2017 ritirato)
- Emil Paul Tscherrig (12 settembre 2017 - 11 marzo 2024 ritirato)
- Petar Rajič, dall'11 marzo 2024